# 御殿場町
御殿場町（ごてんばちょう）は、静岡県の北東、富士山東麓にあった駿東郡の町。
1955年に周辺の村と合併し、御殿場市になった。なお、正式な表記は異体字の「御殿塲町」だった。

## 地理
御殿場市と小山町を併せた御厨地方の中心部に位置する。東側は箱根山に接する。大字御殿場周辺が江戸時代以来の中心地だったが、御殿場駅の開業で駅周辺が大きく発展した。

## 歴史
- 1889年4月1日 - 御殿場村、萩原村（一部）、二枚橋村、東田中村、新橋村、西田中村、北久原村、仁杉村、深沢村、小倉野新田、東山新田が合併、古代の大沼鮎沢御厨にちなみ「御厨町（みくりやちょう）」と決定。町役場は大字御殿場に置かれた。
- 1914年 - 町名を「御殿場町」に改称。
- 1955年2月11日 - 富士岡村、原里村、玉穂村、印野村と合併し、御殿場市になった。町有財産は御殿場市御殿場財産区に引き継がれた。町役場跡地は御殿場市救急医療センターなどになっている。

## 交通
- 御殿場線御殿場駅
- 御殿場馬車鉄道